# Polydictya affinis
Polydictya affinis är en insektsart som beskrevs av Atkinson 1889. Polydictya affinis ingår i släktet Polydictya och familjen lyktstritar. Inga underarter finns listade i Catalogue of Life.